# 长春电影制片厂
长春电影制片厂，简称长影，企业名为长影集团有限责任公司，是中华人民共和国的第一个电影制片厂，也是中国最大的电影制片厂之一。创立初期旧厂区位于吉林省长春市朝阳区红旗街道红旗街1118号，现已改造成长影旧址博物馆和文化旅游创意项目。

## 历史沿革

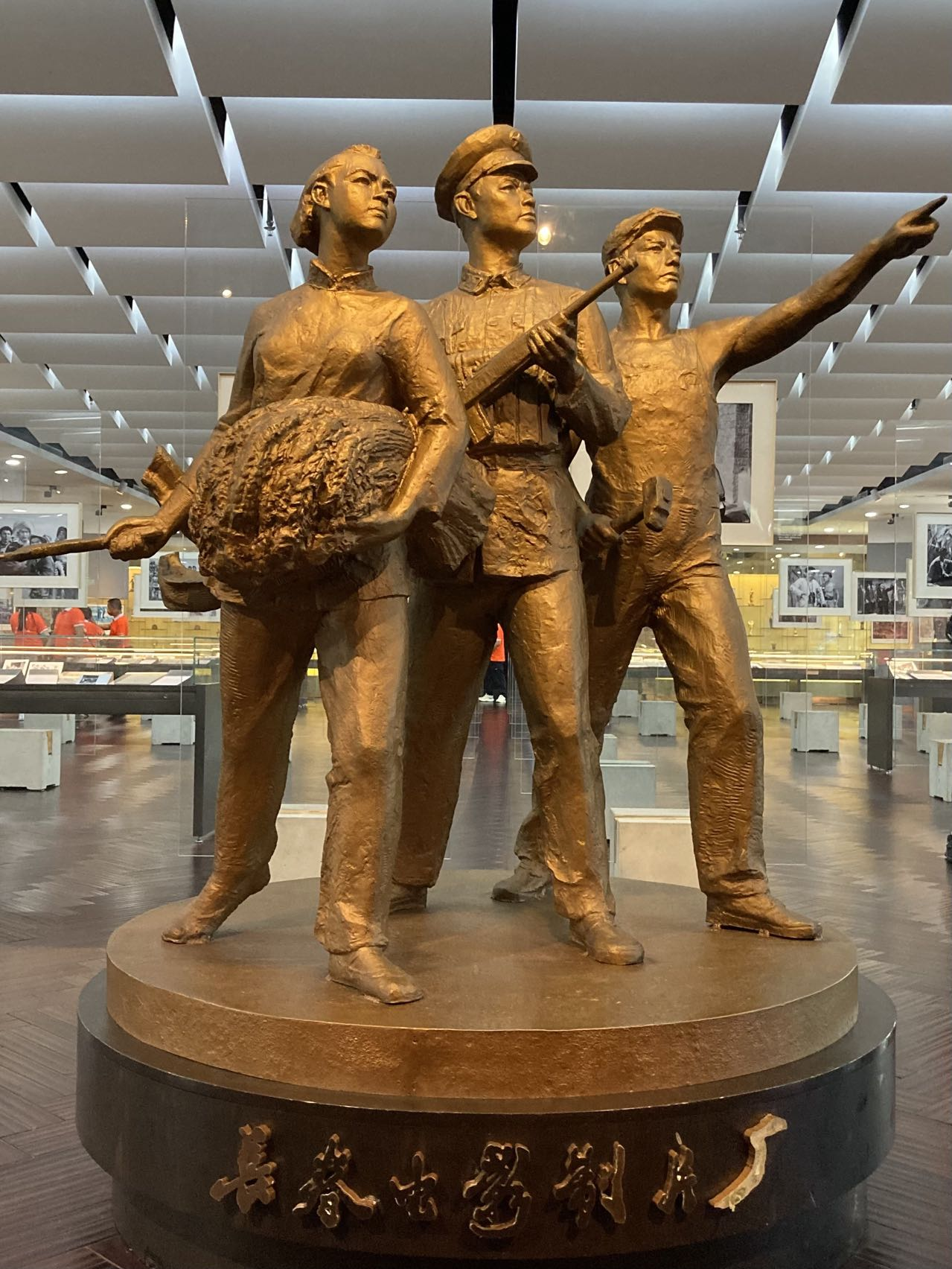
现存于长影旧址博物馆3楼的长春电影制片厂立体厂徽

- 1937年，满洲国政权和南满洲铁道株式会社各自出资50%，成立滿洲映畫協會。
- 1945年日本战败後，中国共产党派出地下工作者组织了“东北电影工作者联盟”，同年9月，联盟接管滿映，10月1日在满映基础上成立东北电影公司。1946年4月19日东北民主联军占领长春，中共接收满映，中共中央东北局派舒群任东北电影公司经理。1946年5月东北民主联军战败后撤出长春，东北电影公司于5月13日、18日分两批溃败至含江省兴山(今黑龙江省鹤岗市)。1946年10月1日，东北电影公司正式命名为东北电影制片厂。1948年10月，该厂迁回长春。首任厂长是袁牧之、秘书长田方，人员包括来自延安、滿洲映畫協會和其他红区的一些电影工作者[1]。
- 1946年5月26日，著名电影演员金山作为中国国民党中央宣传部的接收大员，随国军抵达长春，接收了满映原址及器材、人员，成立长春电影制片厂（简称“长制”），金山任厂长。金山的公开政治面貌为无党派，实际上是1932年加入中共的间谍。1947年，长制拍摄故事片《松花江上》。长制的第二部故事片是抗日题材的《小白龙》，筹拍时东北人民解放军开始长春围城，金山率长制骨干人员乘飞机赴北平，借用“中央电影企业股份有限公司”三厂名义开始筹备拍摄《哈尔滨之夜》。
- 1949年5月，东北电影制片厂完成故事影片《桥》的拍摄（被电影史学家认为是中华人民共和国电影的第一部故事片）。
- 1955年，东北电影制片厂改名为长春电影制片厂。
- 20世纪末期，长影一度面临倒闭，经过转型后，大力发展电影产业，文化旅游业以及地产业。
- 21世纪初，改名为长影集团有限责任公司。
- 2005年在长春建立了长影世纪城的游乐园项目。
- 2008年建立了题材电影创作基地。
- 2011年在对满洲国时期的老厂区进行了改造，建立了长影旧址博物馆，长影电影院等文化创意旅游项目。
- 2012年，出品的《铜雀台》、《辛亥革命》票房超亿元，海外发行收入超过500万美元。
- 2013年有3部影片获得第15届中国电影华表奖3个类别大奖。
- 2014年，推出的商业片《龙之谷：破晓奇兵》和《老男孩之猛龙过江》的成功标志着长影转型成功。
- 2016年在海南建设海南“环球100”，在重庆建长影重庆奇幻乐园等游乐园项目。

## 出品影片
- 电视剧：《大雪无痕》、《少帅》、《我的二哥二嫂》等
- 电影：《剑拔藏地》、《龙之谷：破晓奇兵》、《老男孩之猛龙过江》、《铜雀台》、《辛亥革命》、《冰河追凶》、《爱情麻辣烫之情定终身》、《731》等
- 动画片：《三只小猪与神灯》
- 网络电影：《校园精灵球》、《家有恶犬日与夜》
- 译制片：《列宁在一九一八》、《夏伯阳》、《马达加斯加3》、《银魂》、《神偷奶爸3》、《异星觉醒》、《惊天解密》、《蓝精灵：寻找神秘村》、《当怪物来敲门》、《北极大冒险》、《血战钢锯岭》、《你的名字》、《星际迷航3：超越星辰》、《泰山归来：险战丛林》等众多影片
- 革命故事片：《白毛女》、《平原游击队》、《英雄儿女》、《甲午风云》、《刘三姐》、《五朵金花》、《人到中年》、《祖国的花朵》
- 战争新闻片《民主东北》

### 代表作品

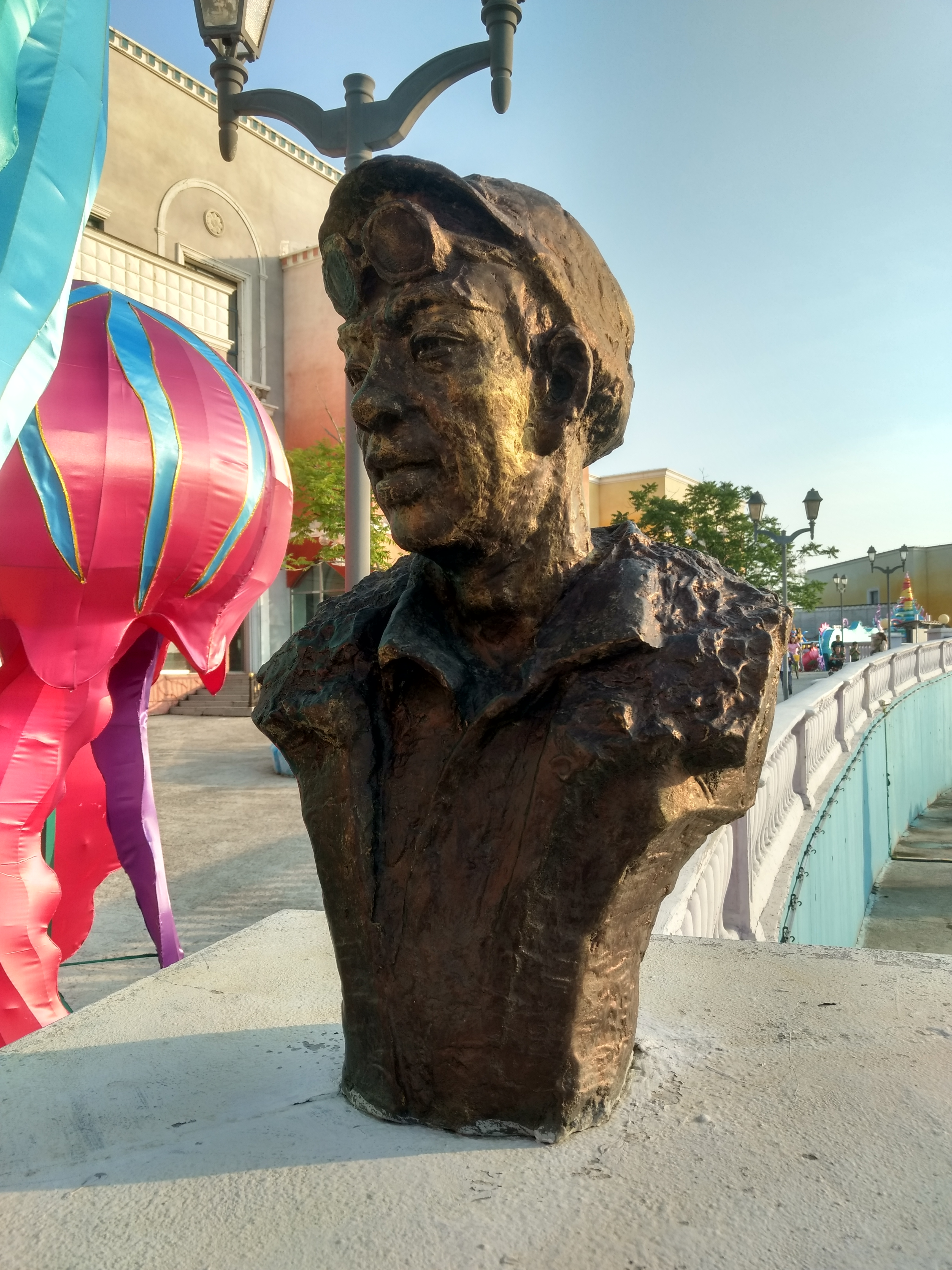
桥, 1949.
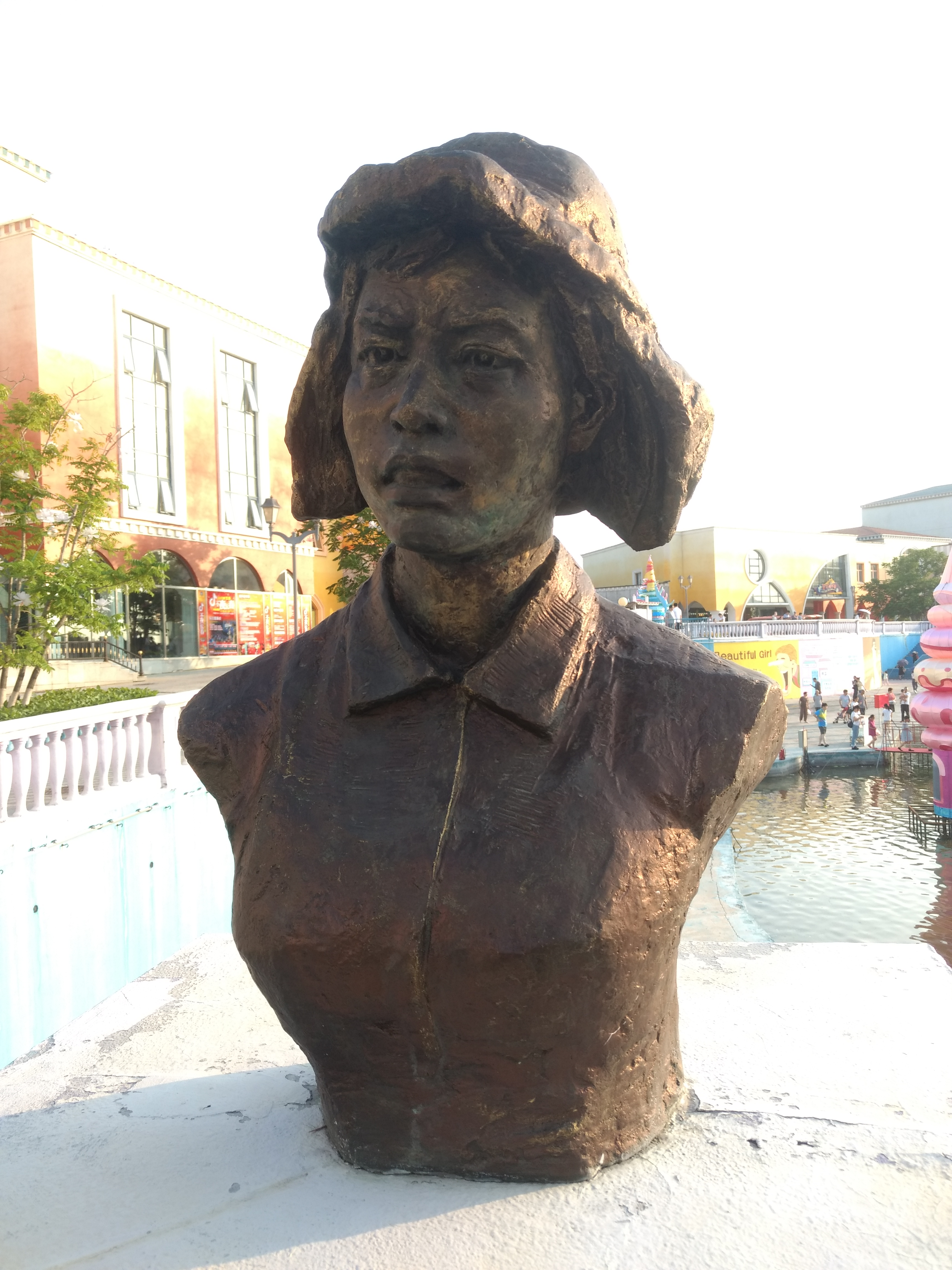
中华女儿, 1949.
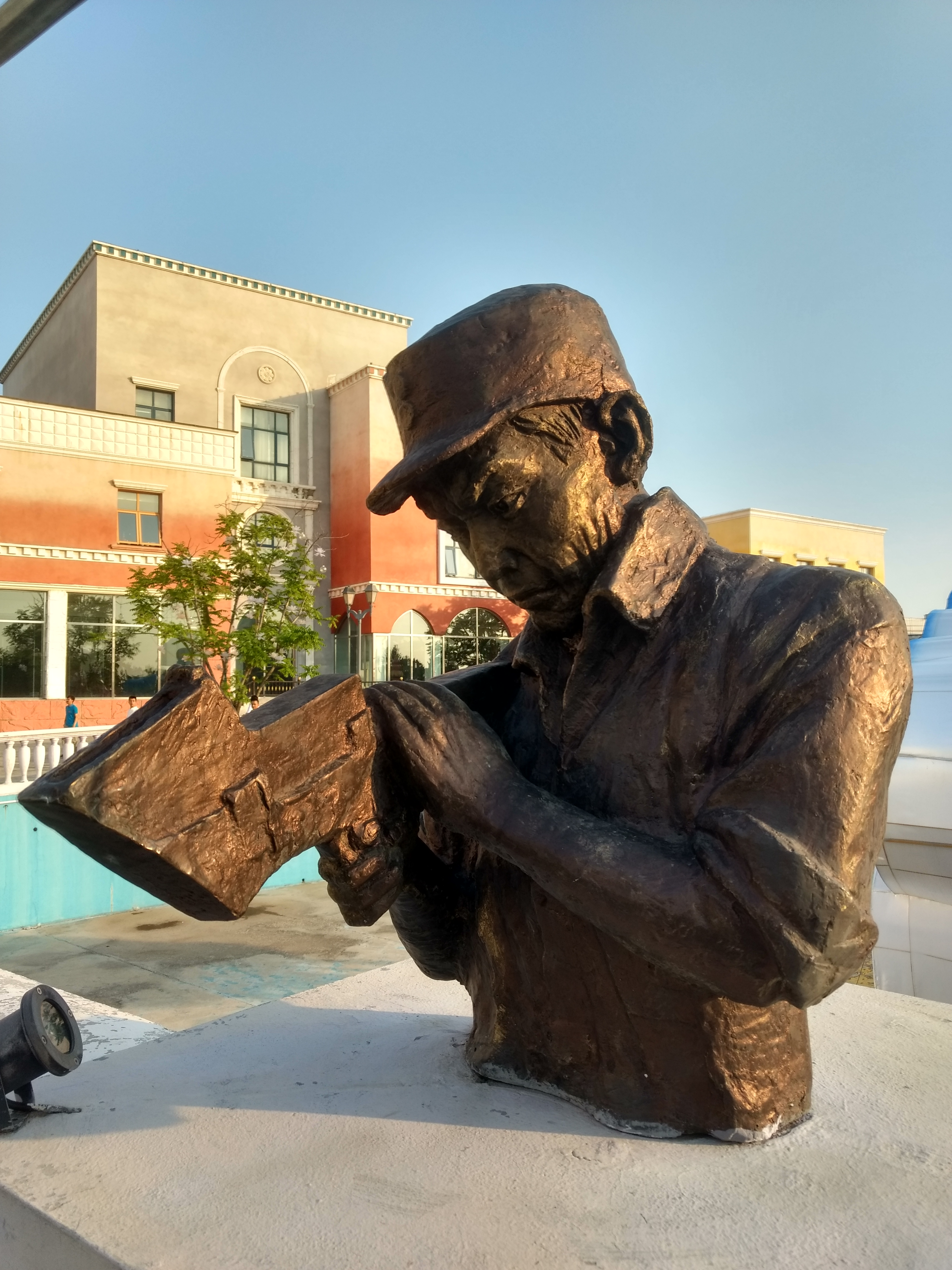
钢铁战士, 1950.
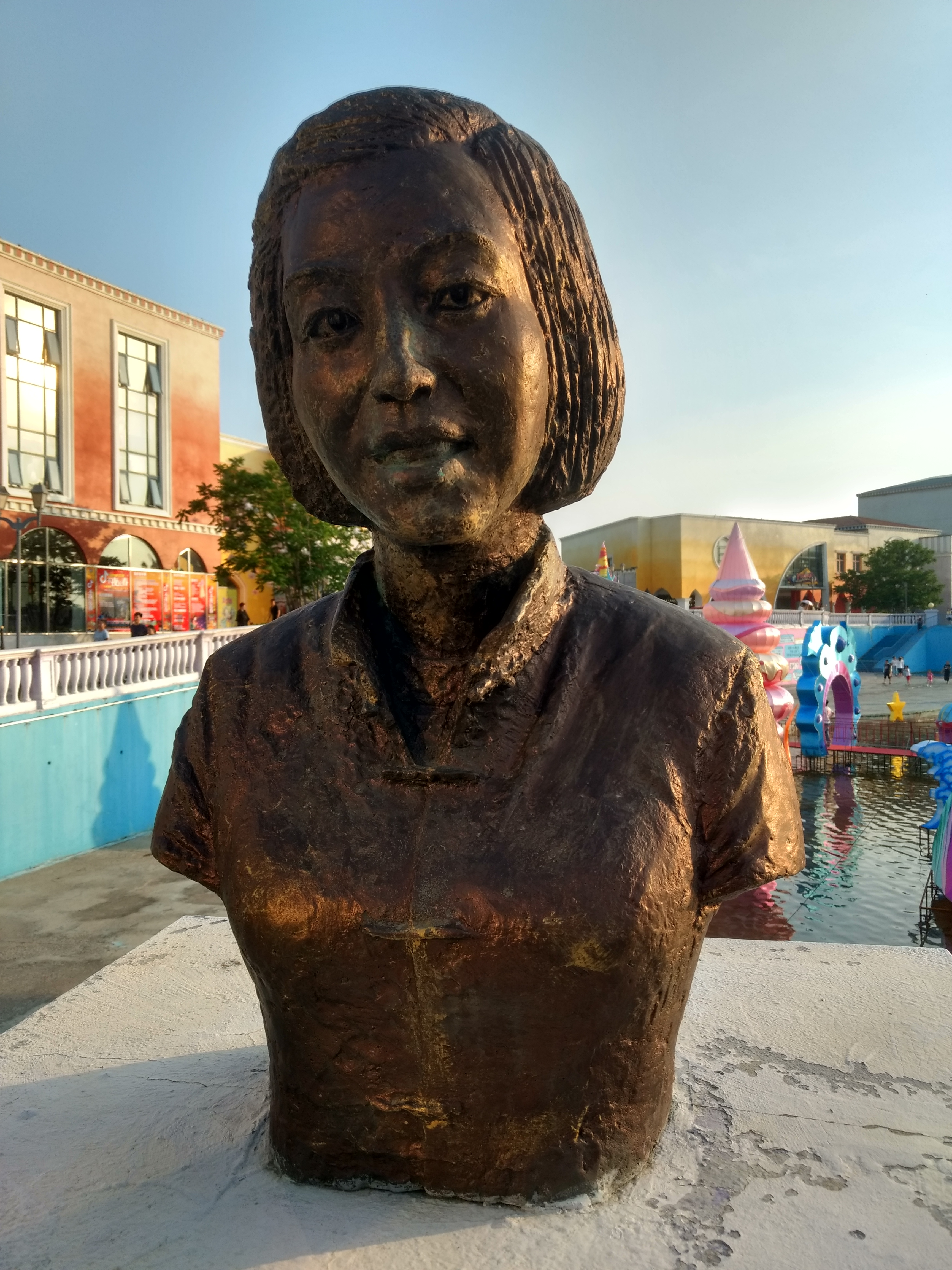
趙一曼, 1950.
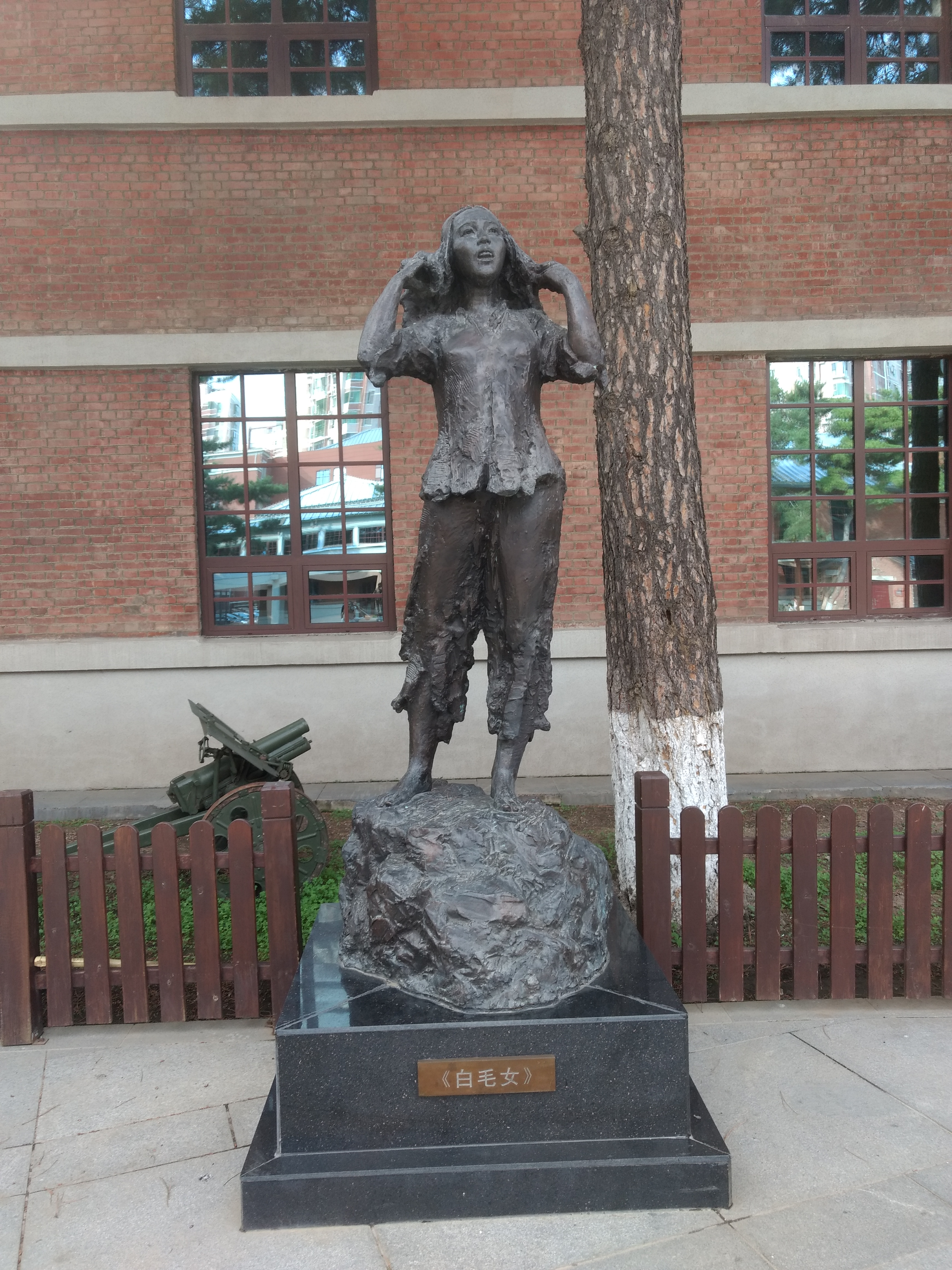
白毛女, 1951.
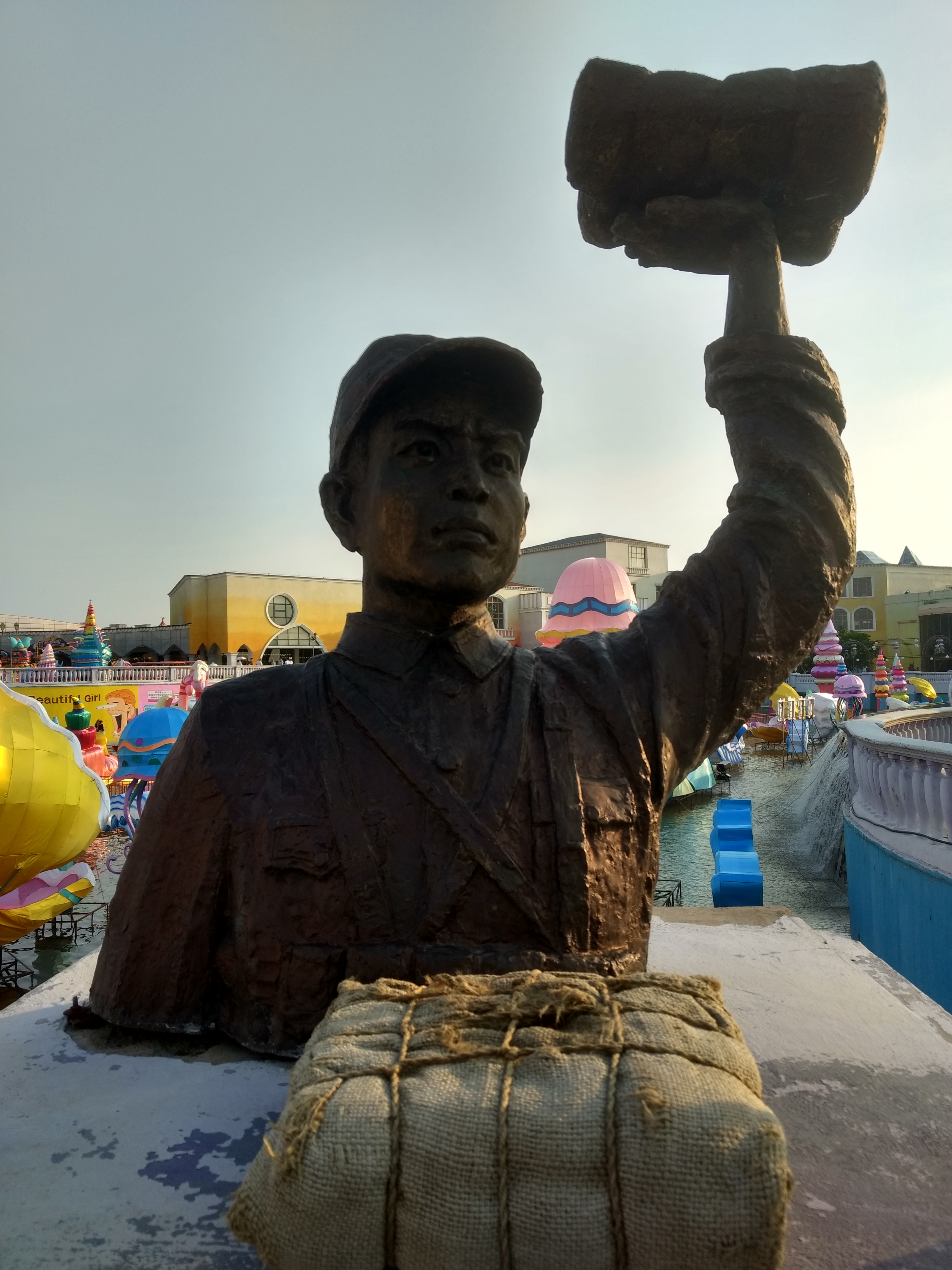
董存瑞, 1955.
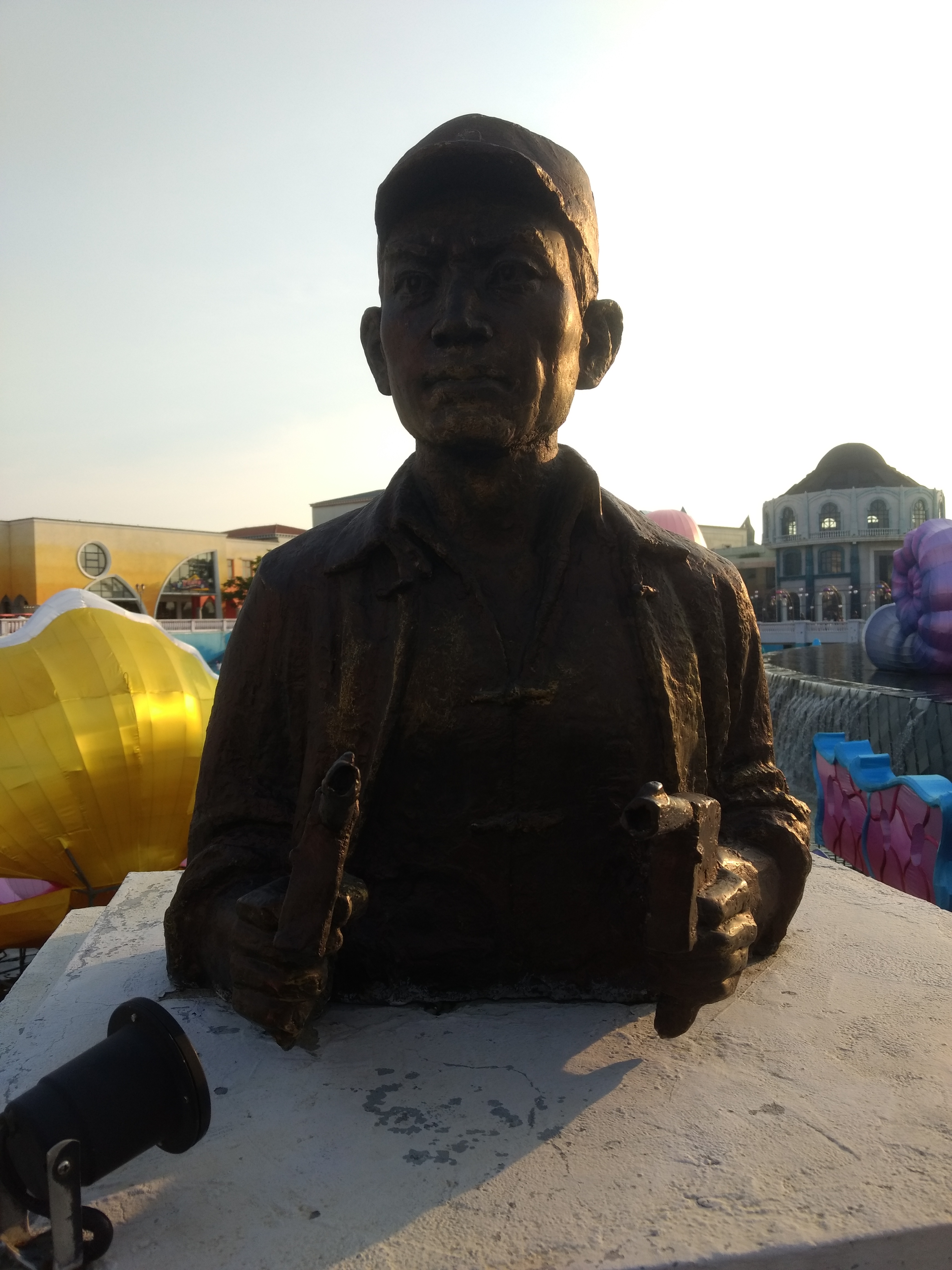
平原游击队, 1955.
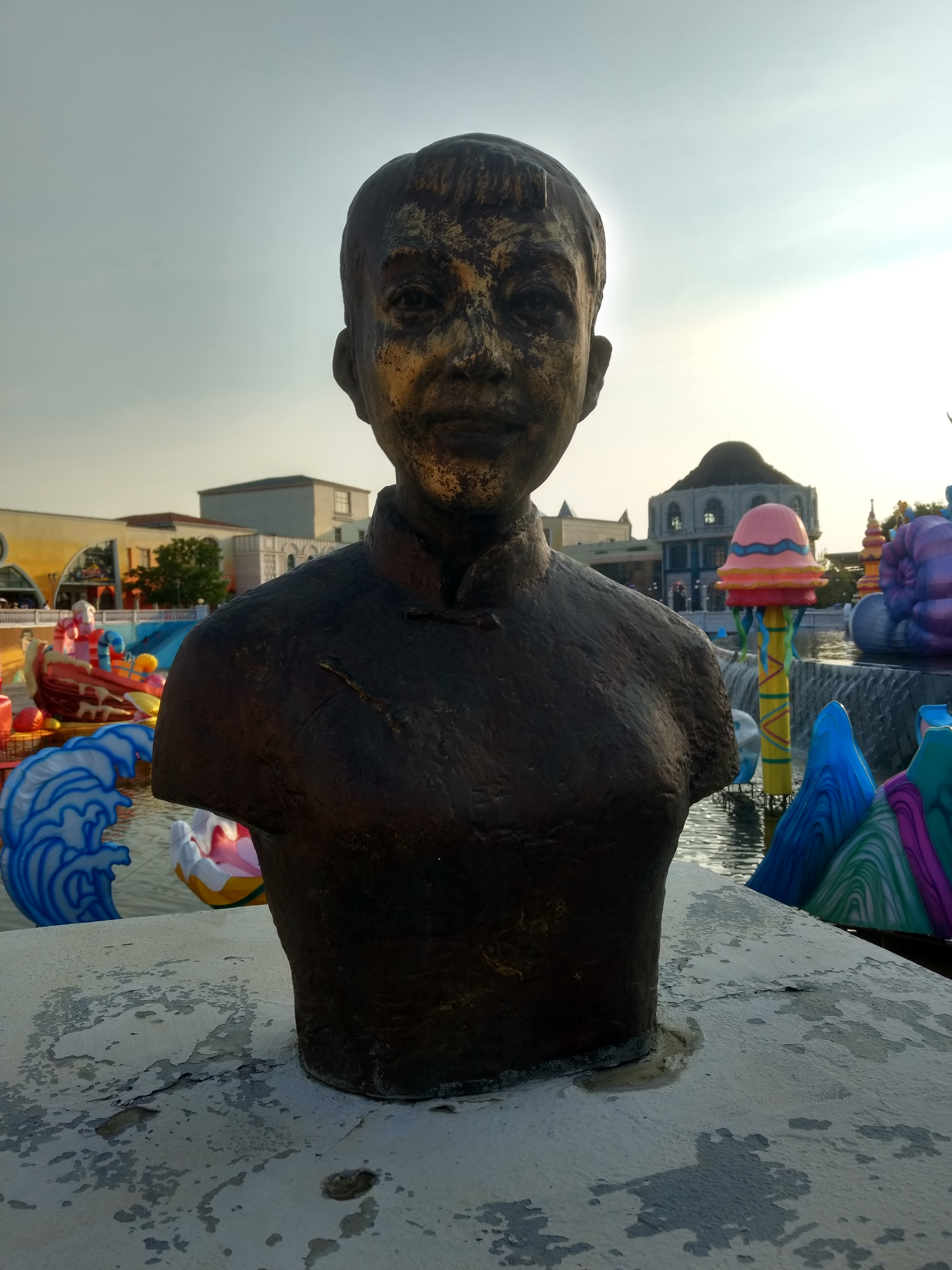
神秘的旅伴, 1955.
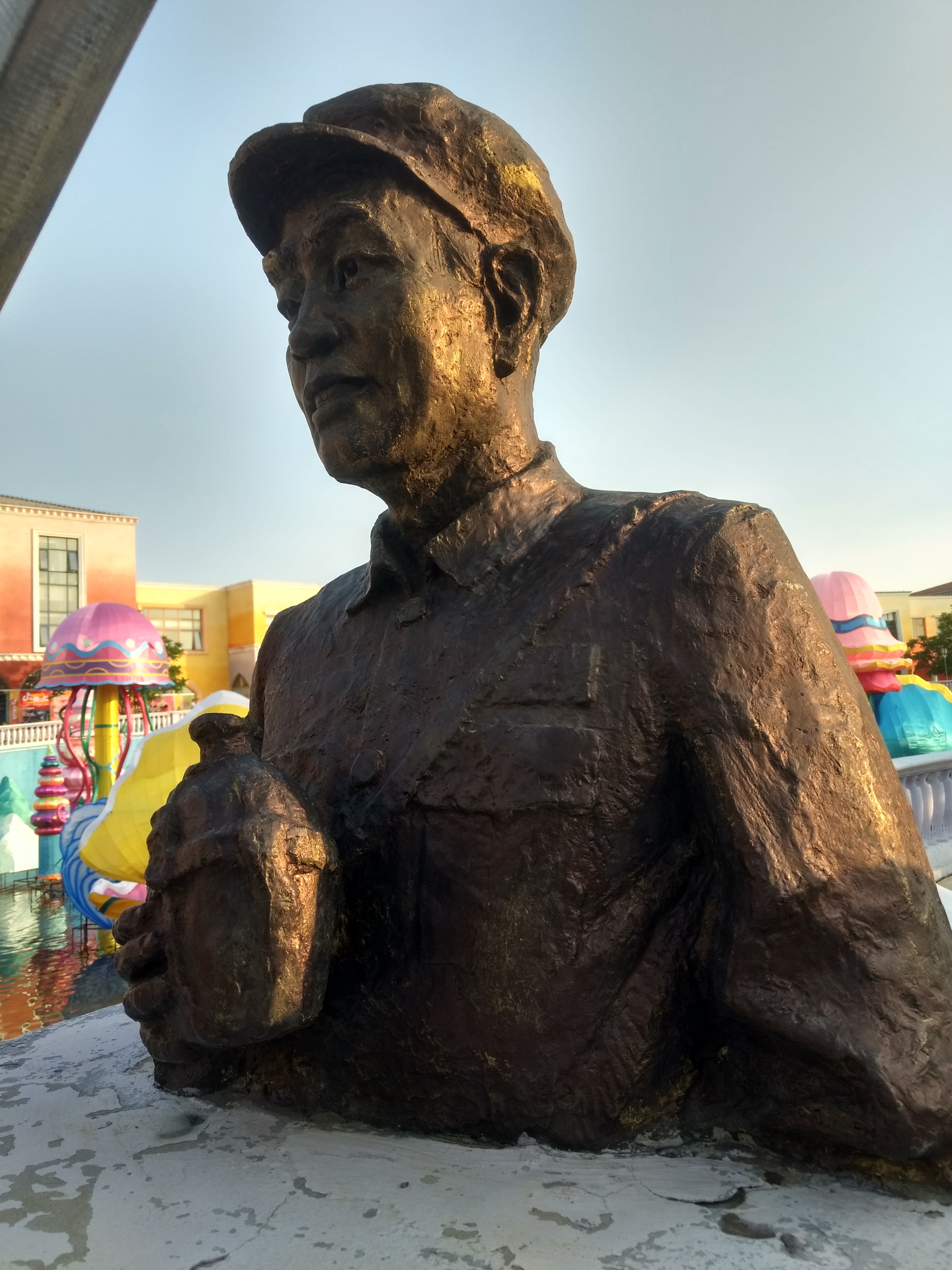
上甘岭, 1956.
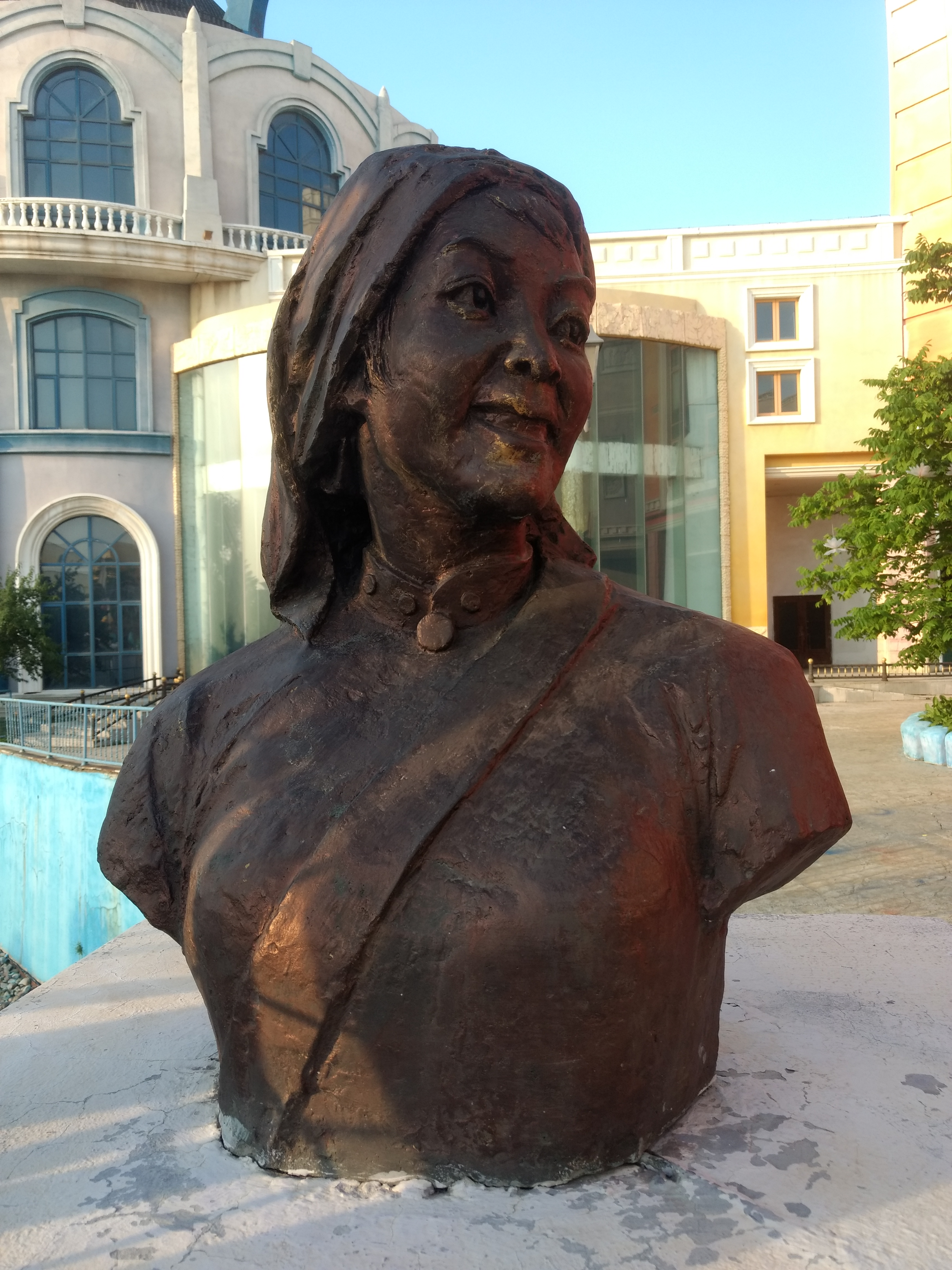
芦笙恋歌, 1957.
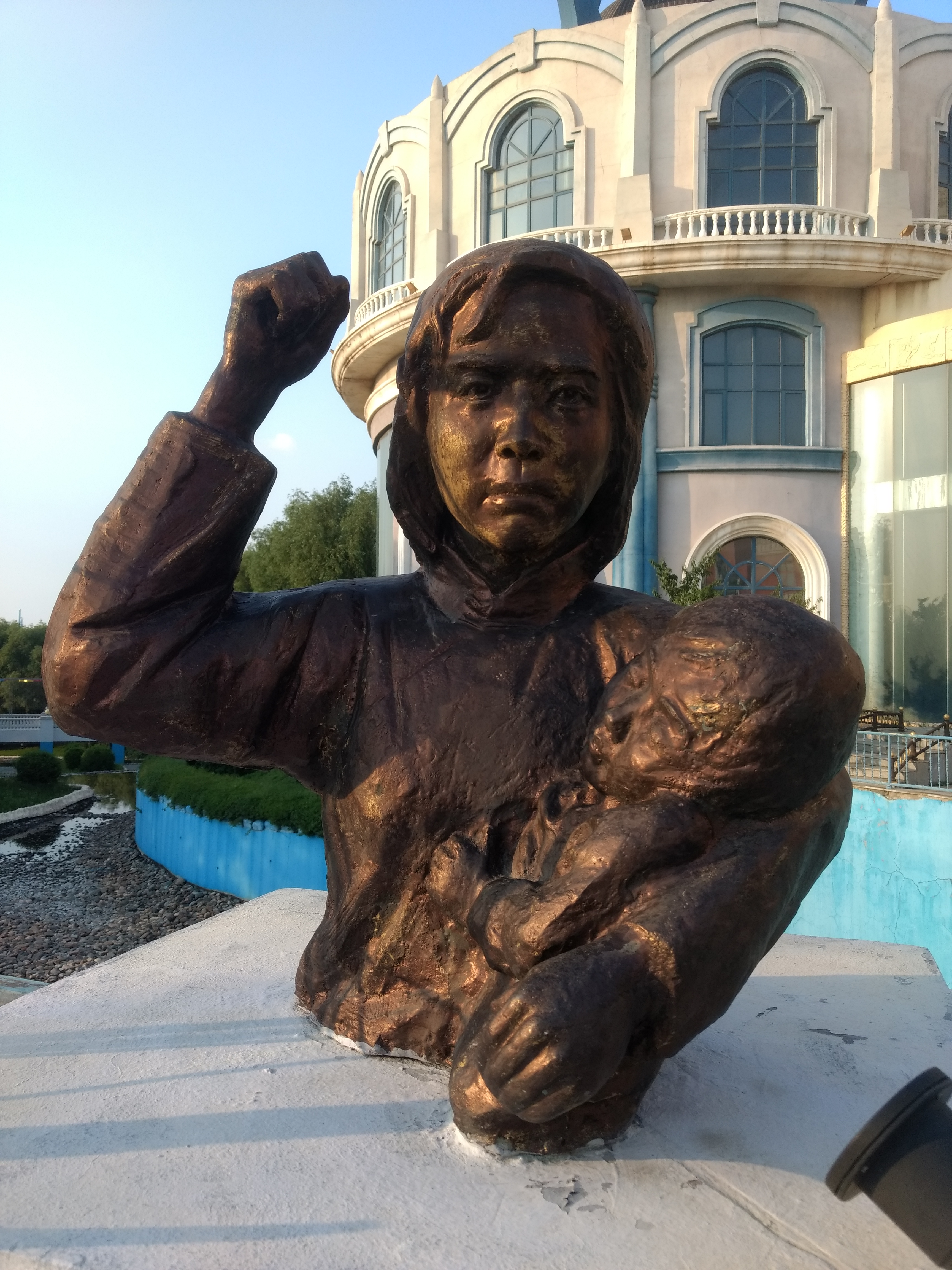
党的女儿, 1958.
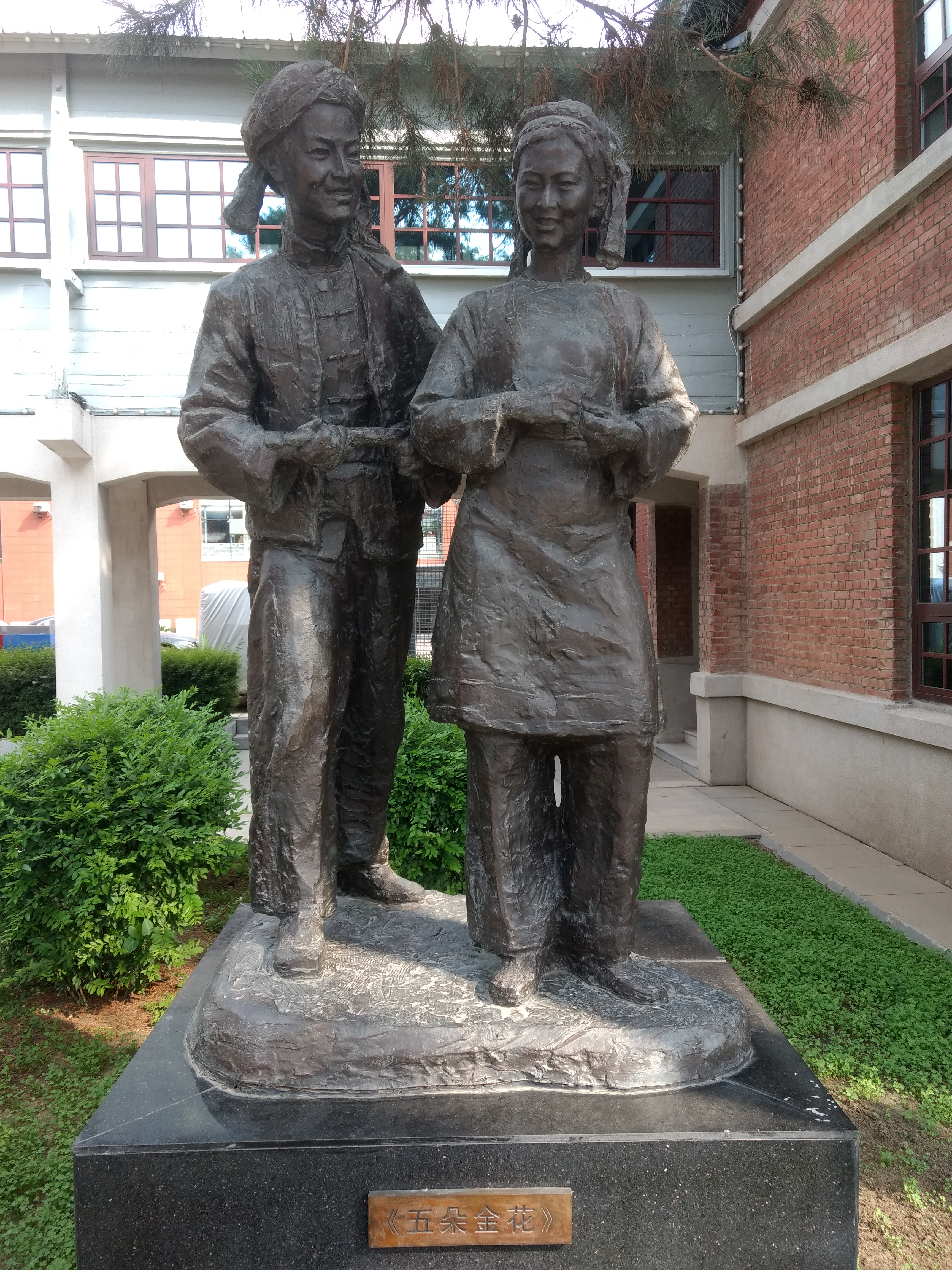
五朵金花, 1959.
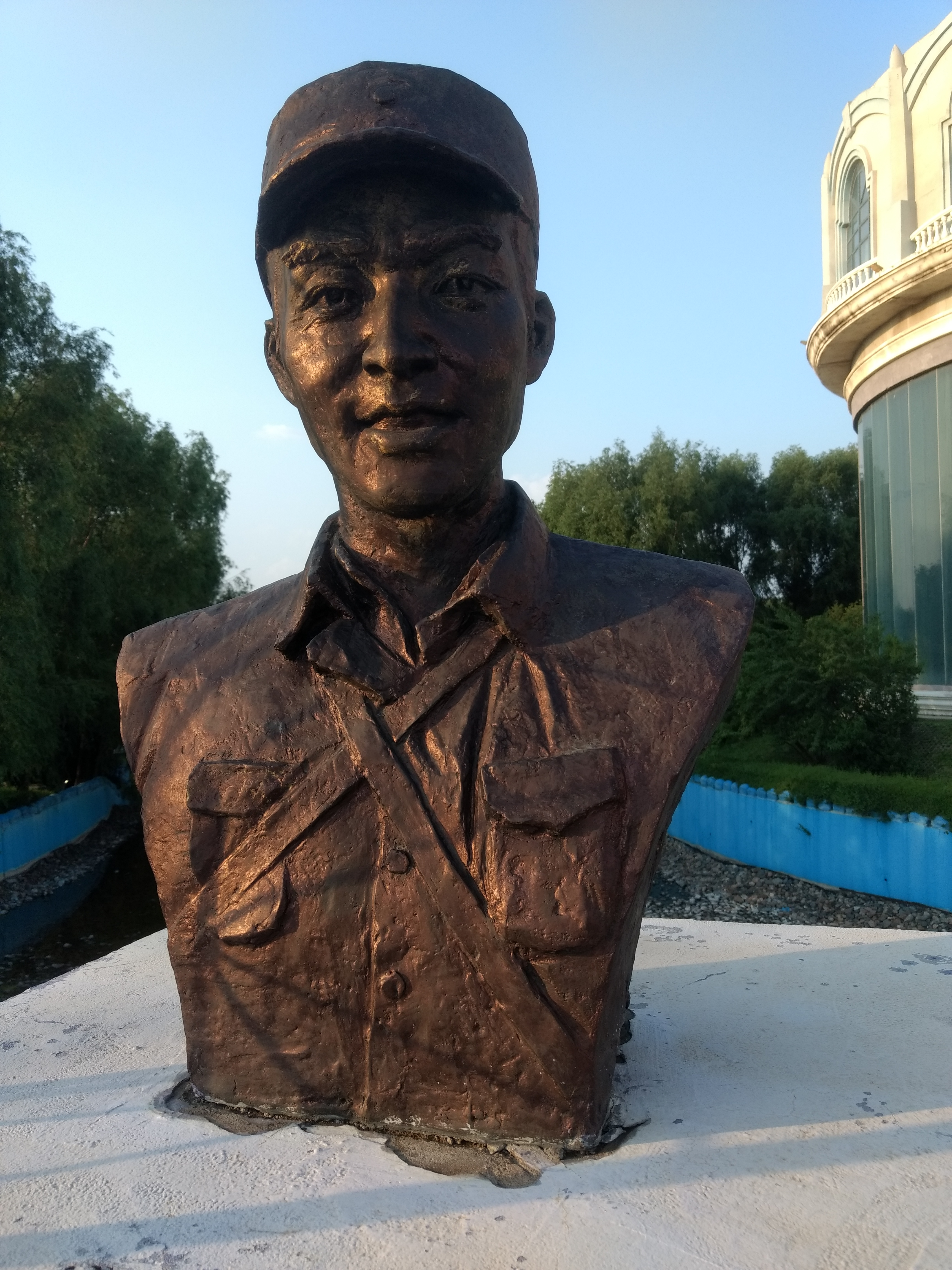
战火中的青春, 1959.
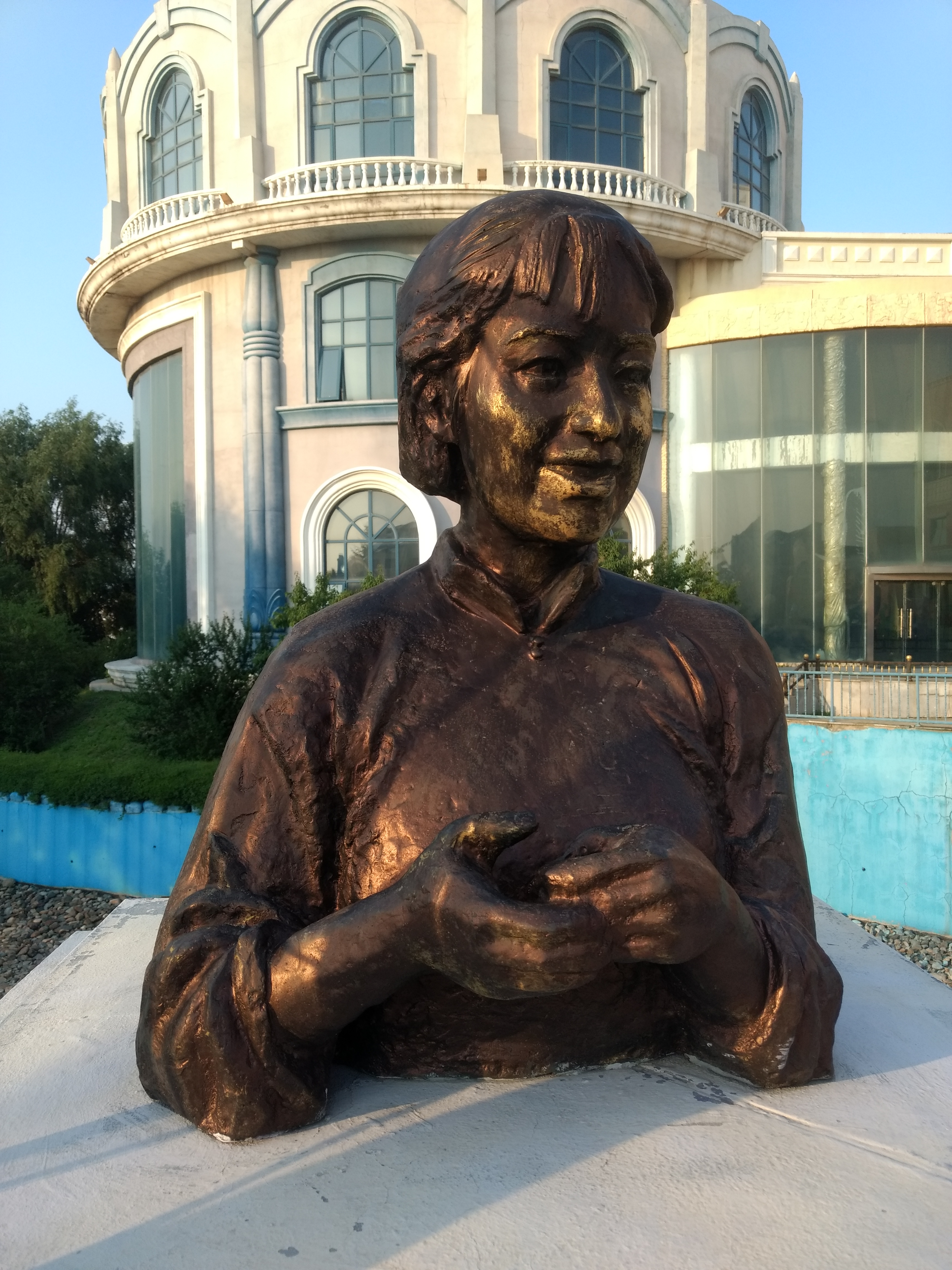
我们村里的年轻人, 1959.
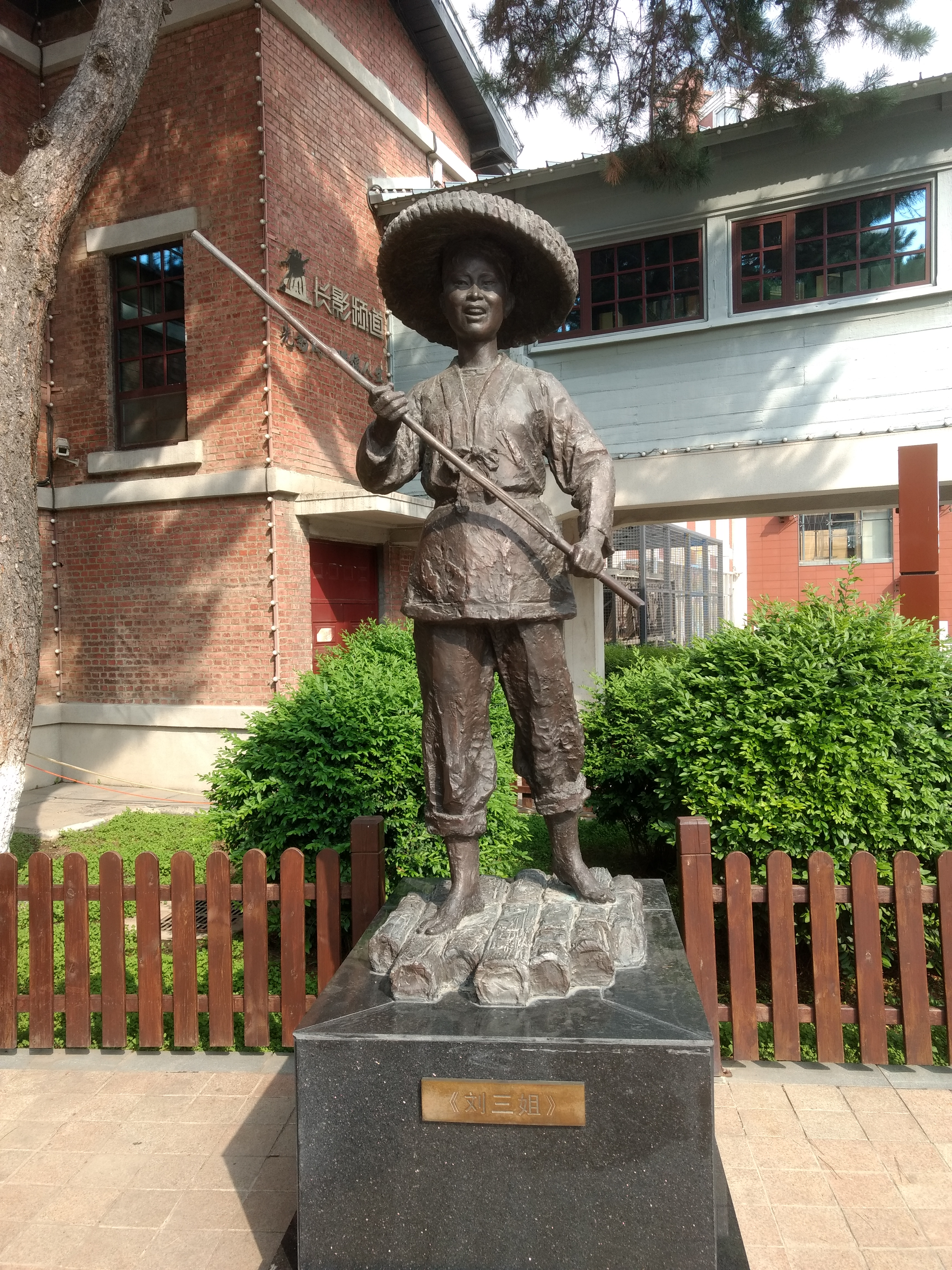
刘三姐, 1960.
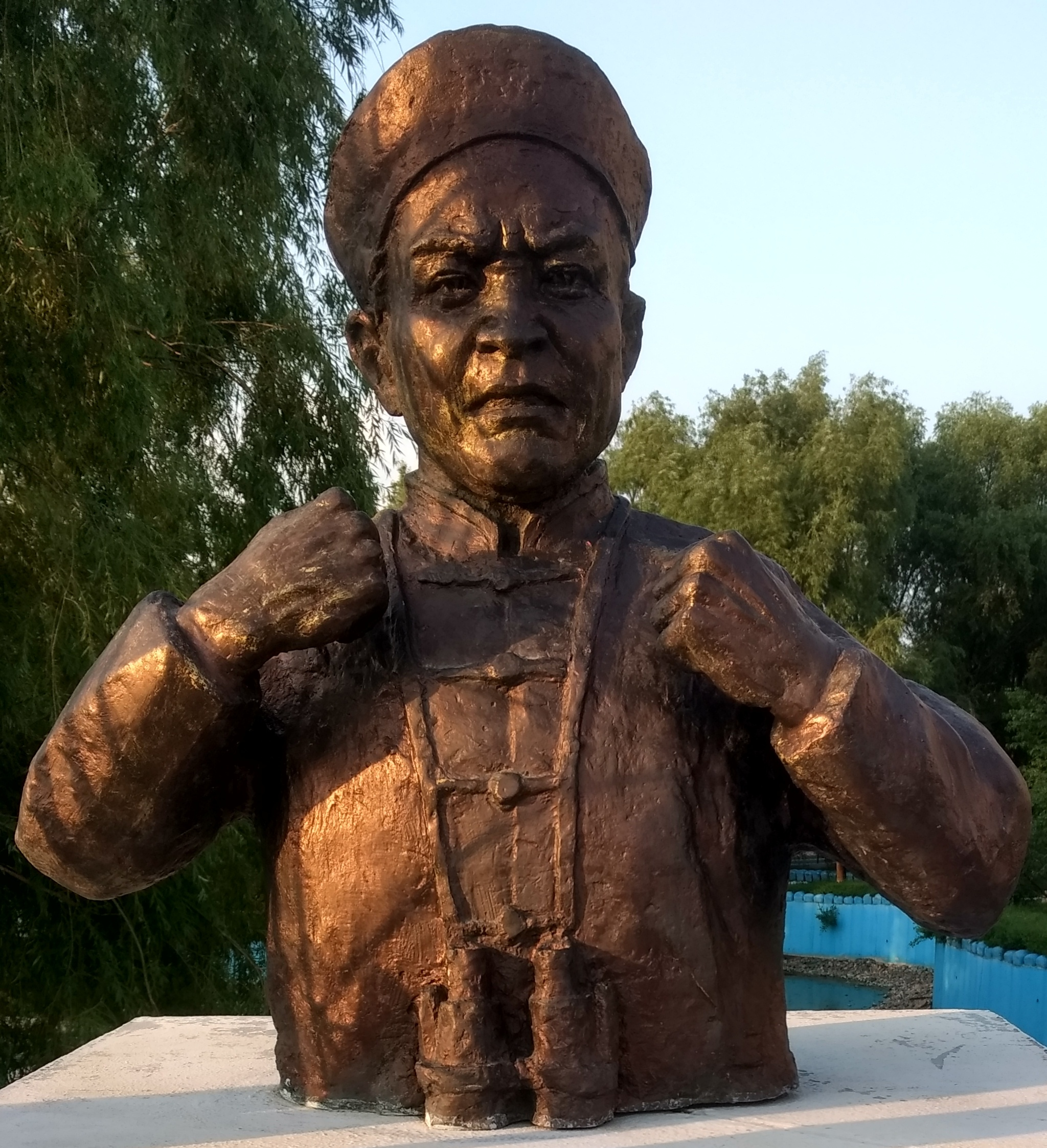
甲午风云, 1962.
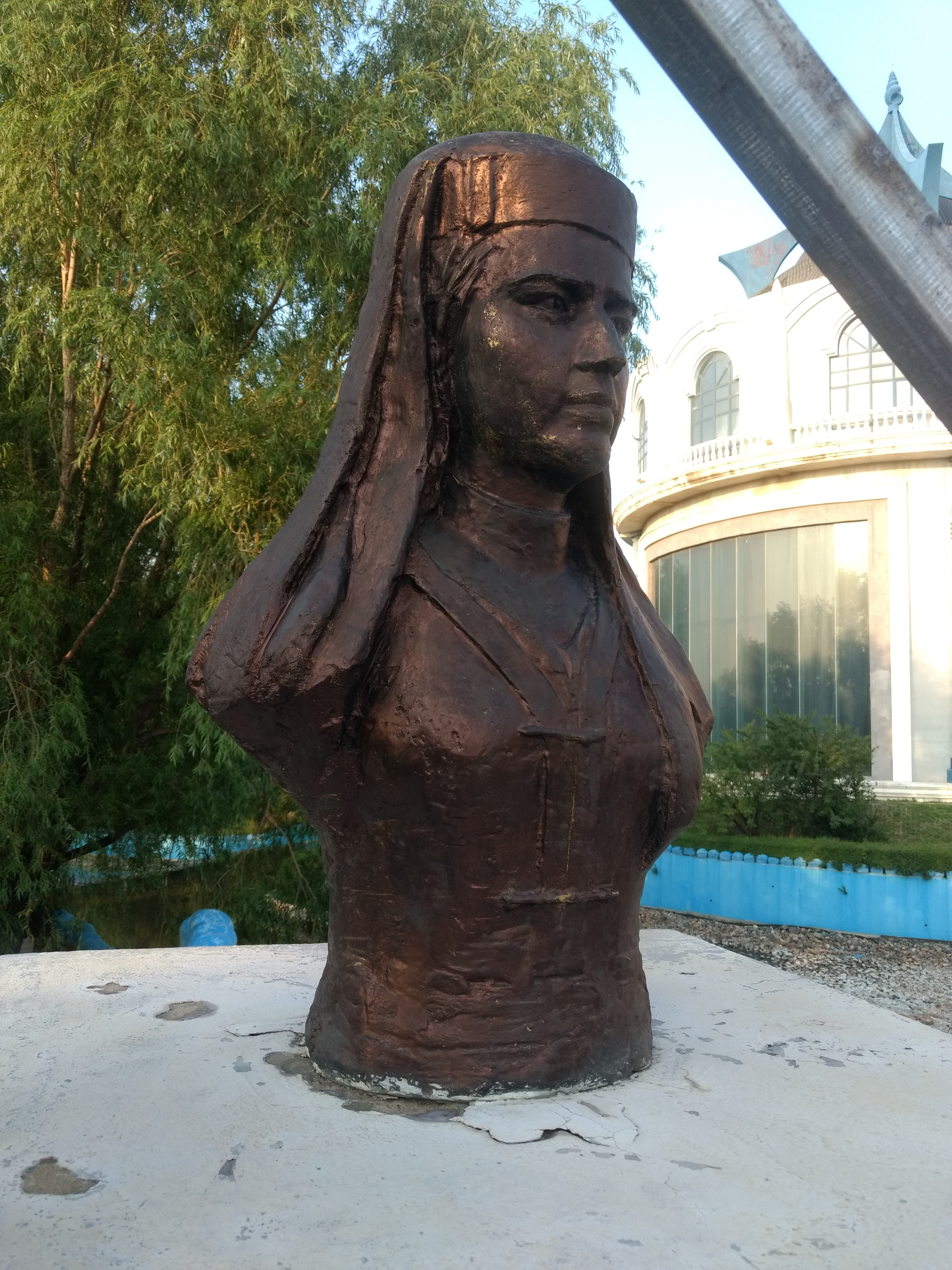
冰山上的来客, 1963.
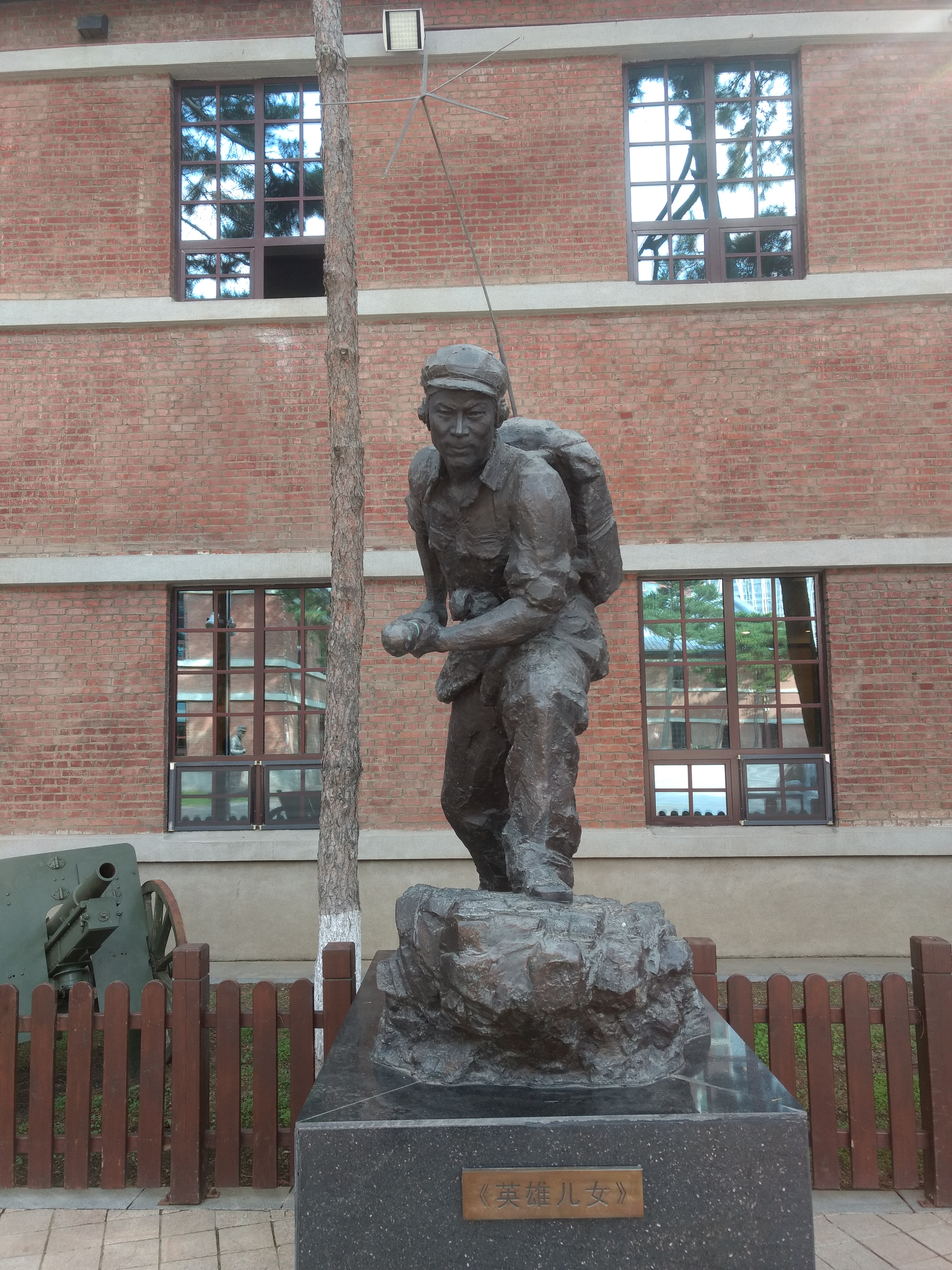
英雄儿女, 1964.
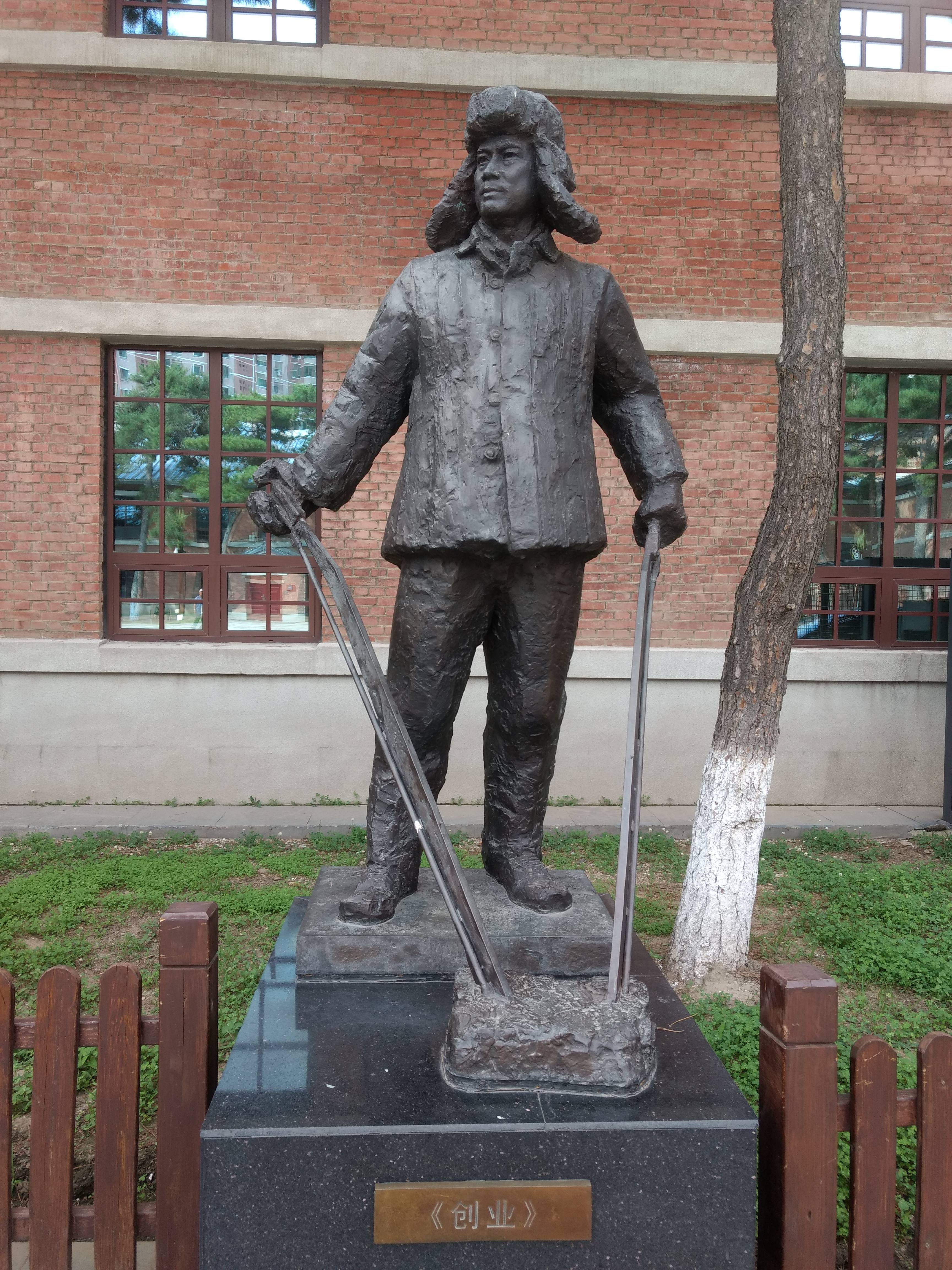
创业, 1974.

## 著名演员
- 李香兰
- 刘烨
- 甘粕正彥
- 金中浩